# Andrea Pereira Cejudo
Andrea Pereira (Barcelona, 19 de setembre de 1993) és una futbolista catalana que juga al Club América Femenil. Anteriorment va jugar al Reial Club Deportiu Espanyol (femení), al Club Atlético de Madrid Féminas i al Futbol Club Barcelona.
Amb la selecció espanyola va debutar el 2016 contra Romania. Cal destacar la seva participació en l'Eurocopa 2017. Andrea ha participat amb la selecció catalana 3 partits, debutant contra Euskadi el 2014.

## Biografia
Va néixer el 19 de setembre de 1993 a Barcelona. Va començar a practicar gimnàstica quan era petita i amb 7 anys es va apuntar a l'equip de futbol de la seva escola, on jugava amb nois. Quan anava a l'institut, als 12 anys, li van diagnosticar Diabetis mellitus de tipus 1, malaltia amb la qual conviu avui dia i que no li ha impedit desenvolupar la seva carrera com a futbolista professional. Ha escrit el llibre Una vida con diabetes amb el qual pretén ajudar els que es trobin ara en la seva situació.
Actualment compagina l'esport d'elit amb carrera de dret, que estudia a distància. A més, és graduada en Administració i direcció d'empreses.

## Trajectòria

### R. C. D. Espanyol
Va començar la seva carrera professional a l'Espanyol, equip en el qual va jugar durant set temporades. Va debutar amb el primer equip la temporada 2011-2012, després de passar per categories inferiors del club. Sent una de les peces claus de la plantilla, Pereira va exercir com a capitana de l'equip l'última temporada que va jugar al club. Aquest mateix any va ser convocada per la selecció absoluta, amb només 22 anys.
Amb 19 va tenir una fractura al peroné que la va apartar quatre mesos de la competició. El 2012 es va proclamar campiona de la Copa de la Reina.

### Atlético de Madrid
El juliol de 2016 el club madrileny va anunciar la incorporació de Pereira, procedent de l'Espanyol. En la seva primera temporada al club, es van proclamar campiones de lliga per primer cop.
En la segona temporada al club va ser una de les indiscutibles per a l'entrenador. L'octubre del 2017 va patir una lesió muscular al recte anterior de la cuixa esquerra que la va mantenir allunyada dels terrenys de joc durant un mes. Les blanc-i-vermelles van acabar la temporada guanyant la seva segona lliga consecutiva.

### F. C. Barcelona

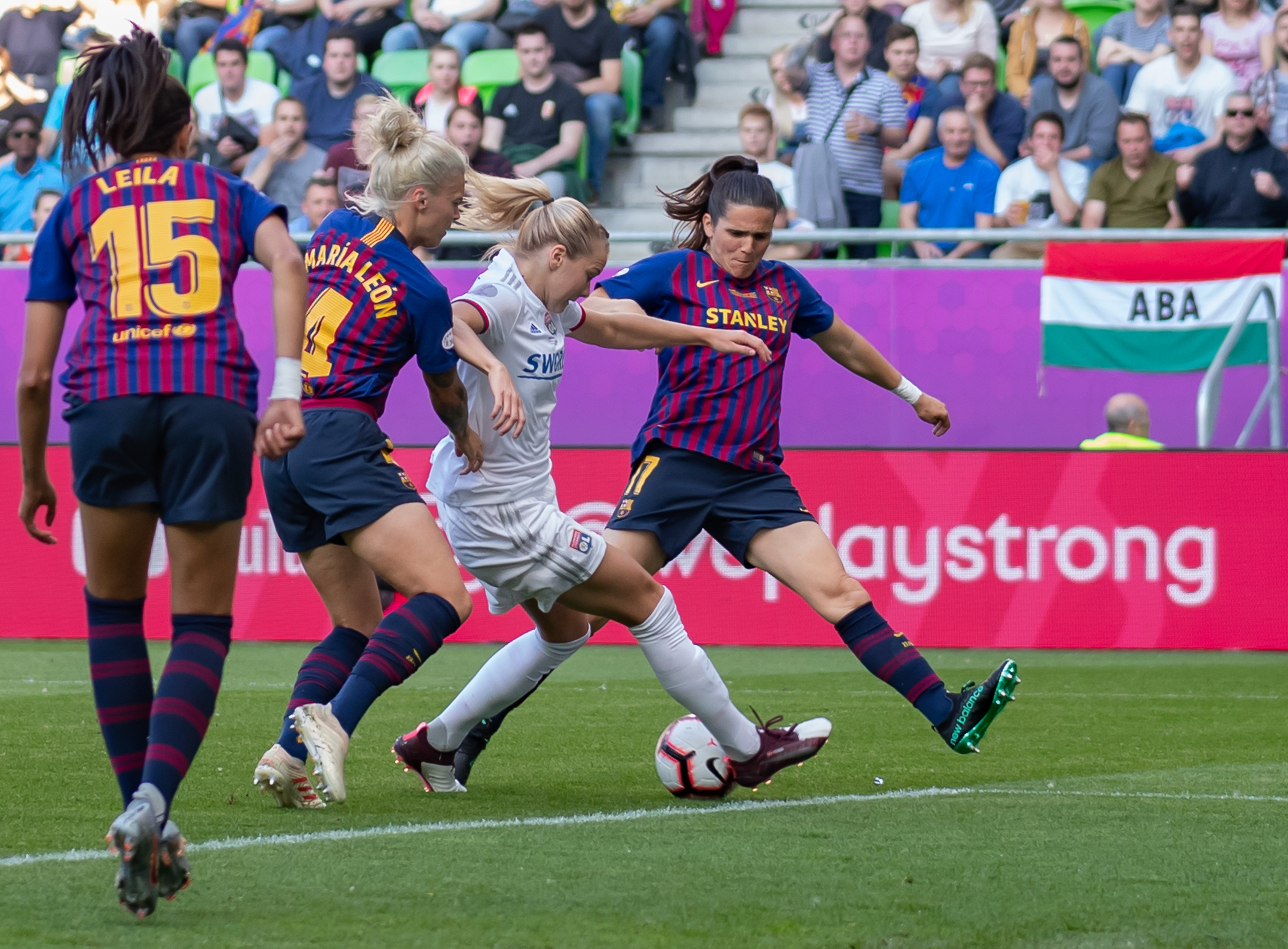
Andrea Pereira a la final de la Lliga de Campions 2018-19.

L'estiu de 2018 es va anunciar el seu fitxatge pel Futbol Club Barcelona. Des de la seva arribada va tenir un paper principal a l'equip, formant dupla de centrals amb l'aragonesa Mapi León (fins l'arribada d'Irene Paredes la temporada 2021-22). Les blaugranes van acabar la temporada sent subcampiones de lliga i de Copa de la Reina; a les dues competicions van ser superades per l'Atlético de Madrid. També van ser subcampiones d'Europa després de perdre a la final de la Lliga de Campions 4-1 davant de l'Olympique de Lió.
La temporada 2019/2020 va començar amb el títol de la Supercopa d'Espanya per al conjunt dirigit per Lluís Cortes. Al maig es van proclamar campiones de la lliga Iberdrola a falta de vuit jornades per disputar a causa a la suspensió de la competició per la pandèmia de COVID-19. Amb vint-i-nou partits disputats sumava dinou victòries i dos empats, amb nou punts més que el segon, l'Atlético de Madrid. La fase final de Copa de la Reina va ser ajornada fins a febrer de 2021. Després d'aconseguir arribar a la final, les blaugrana van aixecar el seu tercer títol de la temporada després de guanyar a l'Escuela de Fútbol Logroño per 3-0. El juny de 2020 el club va anunciar, a través dels seus canals oficials, la renovació de Pereira fins al 2023.
Al gener de 2021 es va jugar, en format de Final Four, la segona edició de la Supercopa d'Espanya. L'equip va jugar la semifinal davant del Atlético de Madrid, en un partit que va acabar amb empat a 1 gràcies a un gol de falta d'Alèxia Putellas a escassos minuts per al final del matx. Les blaugranes van quedar eliminades a la tanda de penals i no van poder revalidar el títol de la campanya anterior. El març de 2021, l'equip es va classificar per jugar la final de la Lliga de Campions. Tot i no poder jugar la final per sanció, el 16 de maig de 2021 es va proclamar campiona d'Europa amb les seves companyes después de guanyar al Chelsea per 0-4. El Barça va aconseguir guanyar el triplet aquella temporada després de conquerir la Copa de la Reina guanyant al Llevant, la Lliga Iberdrola amb 33 victòries de les 34 possibles i l'esmentada Lliga de Campeons.

### Club América Femenil
L'agost de 2022 es va desvincular del Barcelona per fitxar pel Club América Femenil. Pereira va marcar el seu primer gol amb l'América el dia del seu debut en un llançament directe, el segon gol en la victòria 3-1 davant el Tijuana. En la seva primera temporada a l'equip mexicà, l'América va arribar a la final del Torneo de Apertura, que va perdre amb Tigres, i va guanyar el Torneo Clausura.

## Palmarès
Campionats estatals
| Títol            | Club                 | País      | Any           |
| ---------------- | -------------------- | --------- | ------------- |
| Lliga Espanyola  | Atlético de Madrid   | Espanya   | 2017          |
| Lliga Espanyola  | Atlético de Madrid   | Espanya   | 2018          |
| Lliga Espanyola  | FC Barcelona         | Espanya   | 2020          |
| Lliga Espanyola  | FC Barcelona         | Espanya   | 2021          |
| Lliga Espanyola  | FC Barcelona         | Espanya   | 2022          |
| Supercopa        | FC Barcelona         | Espanya   | 2020          |
| Supercopa        | FC Barcelona         | Espanya   | 2022          |
| Copa de la Reina | RCD Espanyol         | Espanya   | 2012          |
| Copa de la Reina | FC Barcelona         | Espanya   | 2020          |
| Copa de la Reina | FC Barcelona         | Espanya   | 2021          |
| Copa de la Reina | FC Barcelona         | Espanya   | 2022          |
| Copa Catalunya   | RCD Espanyol         | Catalunya | 2013          |
| Copa Catalunya   | FC Barcelona         | Catalunya | 2020          |
| Liga MX Femenil  | Club América Femenil | Mèxic     | Clausura 2023 |

Campionats internacionals
| Títol              | Equip              | Seu      | Any  |
| ------------------ | ------------------ | -------- | ---- |
| Copa Algarve       | Selecció espanyola | Portugal | 2017 |
| Copa Xipre         | Selecció espanyola | Xipre    | 2018 |
| Lliga de Campiones | FC Barcelona       | Göteborg | 2021 |